# 舟唄
『舟唄』（ふなうた）は、1979年5月25日に同日発売された、八代亜紀のシングルおよびアルバム（2枚組）の名称、および、両者に収録された表題曲である。以下、特に注記しない場合は表題曲を指す。

## 解説
八代の代表曲のひとつ。1979年の発表当時のものは八代のハリのある高い声に合わせて曲の音程も高く（イ短調）、曲調も速めの3分57秒ほどで作られていたが、2000年以降発売されるCD等では八代の年齢による変化にあわせて当時のものより音程がひとつ低く（変イ短調）、曲調も4分20秒ほどのスローテンポで再録されたものが中心となっている。
八代の歌としては初の男歌であり、テイチクとしてはこの年の日本レコード大賞を狙う目的で発表された。阿久悠作詞の本曲を初めて八代が聴いた時、最初のフレーズを聴いただけで「必ずヒットする」と直感したという。本曲は元々、『スポーツニッポン』に連載していた「阿久悠の実践的作詞講座」の美空ひばり編の教材として作られたものを、過去に阿久と『街の灯り』（歌・堺正章）を創作して以降、作曲家として起死回生を狙っていた浜圭介が曲を付け、八代が歌うことになった。
歌詞は「勇波節」ないしは（アンコの）『ダンチョネ節』からの本歌取をしている。八代が歌うことになった際、このダンチョネ節の部分の歌詞は書き改められた。ダンチョネ節は神奈川県の俗謡として花柳界で歌い慣わされていたもの。ダンチョネ節には様々な歌詞バージョンがあり、直接は特攻隊節やザ・ピーナッツ、小林旭のダンチョネ節と言葉廻しや世界観は近いが、作品や世界観は独自のものである。
1979年の第21回日本レコード大賞・第10回日本歌謡大賞にノミネートされたが日本レコード大賞は金賞、日本歌謡大賞は放送音楽賞止まりとなり、翌年『雨の慕情』で双方とも大賞受賞となる。発売当初の売上は当時の八代のシングルとしては低調だったが、発売年の紅白で八代が大トリで歌唱して後、年明けからは売れ行きが加速した『NHK紅白歌合戦』では3回歌唱されている。発売年の『第30回NHK紅白歌合戦』では、八代が同曲で紅組トリおよび大トリを務めて番組を締め括った。
1981年に製作された映画『駅 STATION』（降旗康男監督/東宝）の劇中では、居酒屋で高倉健と倍賞千恵子が見ている紅白で八代が歌う場面が挿入されている。
1991年、三共株式会社（現・第一三共ヘルスケア）・新三共胃腸薬のCMのBGMとして使用され、このCMでは、後に「反省猿」として話題になった「次郎（2代目）」が登場し、内容は酒を飲みすぎたことを反省する人間に扮した次郎が、雪景色の中『舟唄』に乗って、新三共胃腸薬のパッケージによりかかり「反省ポーズ」をするというもので、この年の全日本CMフェスティバル・優秀賞を受賞した。
1994年、TVアニメ『とっても!ラッキーマン』の主題歌として八代が歌った『ラッキーマンの歌』の冒頭は、本曲のダンチョネ節の部分のセルフパロディとなっている。
元ニッポン放送のアナウンサー上柳昌彦は2004年以降毎年、自身のレギュラー番組の年内最終の放送日に「舟唄を聴く会」と題し『舟唄』をフルコーラス放送している。
2005年の紅白の出場者選考の参考アンケートとしてNHKが実施した『スキウタ〜紅白みんなでアンケート〜』に紅組49位にランクイン（『雨の慕情』は67位にランクイン）。しかし、八代はこの年の紅白に出場しなかった。2006年はサントリーフーズ・ボスのCMソングに「泣ける歌」として流され、多くの若者にも支持される結果となった。
「お酒はぬるめの燗がいい」「肴はあぶったイカでいい」という歌詞が冒頭に登場するが、八代本人は「炙ったイカは好きなものの、酒は呑めない」とのこと。

## 収録曲

### シングル
- 両楽曲共に、作詞：阿久悠／編曲：竜崎孝路

1. 舟唄（3分54秒）
作曲：浜圭介
2. 長いプラットホーム（3分46秒）
作曲：中村泰士

### アルバム
PP-1099 / Side 1
1. 舟唄
2. 長いプラットホーム
3. 結婚して下さい
4. 奴隷でいいから
5. 花は心
6. 恋曇陀羅
7. 港ものがたり
8. 女のいのち

PP-1099 / Side 2
1. 涙の朝
2. 私の名前を呼びすてて
3. 港町渡り鳥
4. おんなの怨歌
5. 命つくして
6. 愛のためいき
7. ふたりの部屋

PP-1100 / Side 1
1. 夢追い酒
2. すきま風
3. 夢一夜
4. 青葉城恋唄
5. 生命のブルース
6. わたし祈ってます
7. 他人船
8. ひとの―生かくれんぼ

PP-1100 / Side 2
1. 男のポケット
2. 涙の酒
3. 北の恋唄
4. 昭和放浪記
5. 東京砂漠
6. 中の島ブルース
7. おまえさん

## カバー
- 1980年 - 梶芽衣子（アルバム『酒季の歌』収録）
- 1980年 - テレサ・テン （アルバム『演歌のメッセージ』収録）
- 1981年 - 藤圭子（アルバム『螢火-右・左-』収録）※当時、藤圭似子
- 1981年 - 舟木一夫（アルバム『どうしているかい』〈LP〉収録）
- 1982年 - 倍賞千恵子（アルバム『倍賞千恵子ベストアルバム』収録）
- 1986年 - 梶原しげる（当時は文化放送アナウンサーの梶原茂）がこの曲をイングリッシュ演歌としてカバーし、「A boatman's song」というタイトルで発売。こちらも宝酒造の「宝正宗」CMソング（翌1987年）に起用されるヒット曲となった。
- 2007年 - 中森明菜（アルバム『艶華 -Enka-』に収録）
- 2009年 - りりィ&洋士（アルバム『歌鬼2〜阿久悠 vs. フォーク〜』に収録）
- 2011年 - 5月8日放送のラジオ大阪のラジオ番組『THE IDOLM@STER STATION!!!』のコーナーの1つ「歌姫楽園2011」にて浅倉杏美がカバー。2012年2月29日発売のアルバム「THE IDOLM@STER STATION!!! Nouvelle Vague」に収録。
- 2012年 - 吉幾三（アルバム『あの頃の青春を詩う』収録）
- 2015年 - 研ナオコ（アルバム『雨のち晴れ、ときどき涙』収録）
- 2015年 - 花見桜こうき（アルバム『花見便り～俺の女唄名曲集～』収録）
- 2017年 - あべ尚乙美（アルバム『13月の陽炎』
- 2018年 - 市川由紀乃（アルバム『唄女 うたいびとIII ～昭和歌謡コレクション&阿久悠作品集』収録）
- 2019年 - 前川清（アルバム『My Favorite Songs〜Japanese〜IV』収録）
- 2021年 - 掛川エミ（アルバム『Home Humming』に収録）

## 歌碑
広島県福山市鞆町後地にある鞆鉄道バス安国寺下停留所には、『舟唄』の歌碑が設置されている。
箱根の大涌谷の麓にある箱根早雲郷別荘地内に歌詞の一部を記した石碑がある。